# الطاقة في إثيوبيا
تتضمن الطاقة في إثيوبيا إنتاج الطاقة والكهرباء والاستهلاك، والنقل، والتصدير، والاستيراد.

## نظرة عامة
يقدم الجدول التالي بعض الأرقام عن قطاع الطاقة الأكثر صلة بإثيوبيا الدولة النامية.
يعد قطاع الطاقة الأولية أهم قطاع في إثيوبيا، حيث يستخدم الخشب بشكل أساسي في الطهي، وينتج عن ذلك بالإضافة إلى النمو السكاني في إثيوبيا قضايا مثل إزالة الغابات. وتهدف إثيوبيا إلى التنمية الاقتصادية والقضاء على الفقر واستبدال استخدام الأخشاب بالبدائل، وهذا يجعل قطاع الطاقة الثانوية (بالكهرباء) أكثر ملاءمة لهذه الجهود.
تحدث جميع التطورات الأخيرة تقريبًا في قطاع الطاقة الثانوية، حيث أصبح إنشاء محطات الطاقة الكهرومائية وخطوط نقل الطاقة أكثر وضوحًا.
| الطاقة في إثيوبيا | الطاقة في إثيوبيا | الطاقة في إثيوبيا            | الطاقة في إثيوبيا   | الطاقة في إثيوبيا   | الطاقة في إثيوبيا   | الطاقة في إثيوبيا    | الطاقة في إثيوبيا    | الطاقة في إثيوبيا                               | الطاقة في إثيوبيا         |
| |                   | الطاقة الأولية (PE)          | الطاقة الأولية (PE) | الطاقة الأولية (PE) | الطاقة الأولية (PE) | الطاقة الثانوية (SE) | الطاقة الثانوية (SE) |                                                 |                           |
| | تعداد السكان      | مجموع إمدادات الطاقة الأولية | لكل شخص             | الإنتاج             | من الواردات         | من الواردات          | توليد الكهرباء       | توليد الكهرباء/مجموع إمدادات الطاقة الأولية*100 | انبعاث ثاني أكسيد الكربون |
| | مليون             | تيراوات ساعة                 | ميغاواط ساعة        | تيراوات ساعة        | تيراوات ساعة        | تيراوات ساعة         | تيراوات ساعة         | ٪                                               | طن متري                   |
| --- | ----------------- | ---------------------------- | ------------------- | ------------------- | ------------------- | -------------------- | -------------------- | ----------------------------------------------- | ------------------------- |
| 2004 | 74.5              | 418                          | 5.6                 | 400                 | 0                   | 16.4                 | 2.54                 | 0.61                                            | 4.8                       |
| 2007 | 80.9              | 456                          | 5.6                 | 435                 | 0                   | 23.3                 | 3.55                 | 0.78                                            | 5.39                      |
| 2010 | 87.6              | 496                          | 5.7                 | 473                 | 0.2                 | 26.0                 | 4.98                 | 1.00                                            | 5.96                      |
| 2013 | 94.6              | 546                          | 5.8                 | 515                 | 2.1                 | 34.0                 | 8.72                 | 1.60                                            | 8.50                      |
| 2014 | 97.0              | 563                          | 5.8                 | 529                 | 2.3                 | 37.3                 | 9.62                 | 1.71                                            | 9.13                      |
| تغيير 2004-2013 | ٪27               | ٪31                          | ٪3.5                | ٪29                 | -                   | ٪107                 | ٪243                 | ٪180                                            | ٪77                       |
| Mtoe (على النحو المنصوص عليه من قبل وكالة الطاقة الدولية) = 11.63 تيراواط ساعة يشمل مجموع إمدادات الطاقة الأولية (إجمالي إمدادات الطاقة الأولية) خسائر الطاقة إنتاج البولي إيثيلين هو البولي إيثيلين المنتج بدون خسائر لا تعني واردات البولي إيثيلين بالضرورة إطلاق طاقتها (يمكن أيضًا تحويل الواردات إلى مواد هندسية أو إلى ناقلات طاقة). |                   |                              |                     |                     |                     |                      |                      |                                                 |                           |

- الطاقة الأولية: لم تقم إثيوبيا بتصدير مجموع إمدادات الطاقة الأولية في السنوات الموضحة.
- الطاقة الأولية: جميع واردات الطاقة الأولية كانت عبارة عن مواد بيتومينية (الأسفلت الطبيعي يستخدم كمواد هندسية لبناء الطرق).
- الطاقة الثانوية: أثيوبيا قامت بتصدير الكهرباء، وهي نسبة مكونة من رقم واحد من الكهرباء المولدة، والمبلغ السنوي غير موضح في الجدول.
- الطاقة الثانوية: واردات الطاقة الثانوية هي منتجات نفطية مكررة فقط.
- الطاقة الثانوية: في عام 2014، كانت واردات الطاقة الثانوية عبارة عن بنزين (2.7 تيراواط ساعة)، كيروسين (8.7 تيراواط ساعة) وديزل (20.1 تيراواط ساعة).

## قطاع الطاقة الأولية
تُنتج الطاقة الأولية من خلال استهلاك الموارد الطبيعية المتجددة وغير المتجددة.

### استخدام الطاقة الأولية
جميع مصادر الطاقة الأولية المستوردة من الأسفلت الطبيعي. تُستخدم هذه المادة حصريًا لبناء الطرق ولكنها لا تستخدم لإنتاج الطاقة الأولية (الحرارة / المحتوى الحراري).

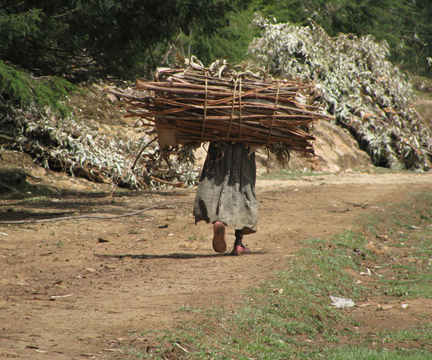
جمع الخشب للطبخ

لذلك، تنتج إثيوبيا طاقتها الأولية حصريًا من الموارد الداخلية. هذه الموارد الداخلية هي مصادر متجددة تقليدية بالكامل تقريبًا من الكتلة الحيوية والوقود الحيوي (مثل الخشب) والنفايات. نوع شائع من الوقود الحيوي المتجدد هو الخشب للتدفئة أو الطهي في المنازل، وهو نوع من الموارد، يزداد استهلاكه بشكل مفرط بسبب النمو السكاني الإثيوبي. لا يغطي الاستنساخ الطبيعي الحالي للخشب الاستخدام السنوي لـ 37 مليون طن من الخشب، وتستغل 50٪ من احتياطي الخشب الإثيوبي البالغ 1120 مليون طن. وبالتالي، فإن إزالة الغابات مشكلة شائعة في إثيوبيا بكل آثارها السلبية. بسبب النمو السكاني، يتزايد الطلب على الطاقة، والذي تُغطى بشكل متزايد (بسبب مصادر الطاقة الأولية المجهدة) من خلال واردات الطاقة الثانوية، انظر الجدول.
ومع ذلك، فإن استخدام الطاقة الأولية آخذ في الازدياد أيضًا. يرجع هذا جزئيًا إلى الاستخدام الأكثر كفاءة للنفايات الزراعية. تمتلك إثيوبيا "احتياطيات" من النفايات الزراعية تبلغ 38 مليون طن سنويًا، ولكن في عام 2011 تم استخدام 6 ملايين طن فقط منها. هذا يتغير الآن. يمكن استخدام هذه النفايات في المنازل أو في العمليات الصناعية، على سبيل المثال في المعالجة الحرارية.
بالإضافة إلى مصادر الطاقة المتجددة، تمتلك إثيوبيا أيضًا موارد من الطاقات الأولية غير المتجددة (النفط والغاز الطبيعي والفحم)، لكنها لا تستغلها. كما أنها لا تصدرها.

### احتياطيات الطاقة

#### الوقود الصلب والسائل
تعتمد إثيوبيا حاليًا كثيرًا على احتياطياتها من الخشب لتوليد الطاقة، انظر الجدول. في عام 2013، كان لدى إثيوبيا 1120 مليون طن من احتياطيات الأخشاب القابلة للاستغلال.
تمتلك إثيوبيا أيضًا احتياطيات من الهيدروكربونات السائلة والصلبة (الوقود الأحفوري): النفط بمقدار 253 مليون طن من الصخر الزيتي وأكثر من 300 مليون طن من الفحم. لا توجد خطط في إثيوبيا لاستغلالها واستخدامها لتوليد الطاقة. آخر مرة كانت هناك خطط في عام 2006، كانت 100 ميجاواط من محطة طاقة فحمية (محطة Yayu لتوليد الطاقة بالفحم) مع منجم فحم قريب قيد الدراسة. بسبب المخاوف البيئية الشديدة، تم إيقاف وإلغاء جميع الخطط في سبتمبر 2006. اعتبر الدمار البيئي المتوقع أنه شديد الخطورة.

#### الفحم
بينما تقدر احتياطيات الفحم في إثيوبيا بنحو 300 مليون طن على الصعيد الوطني. فإن إنتاج 2020/2021 بلغ 500 ألف طن. بالإضافة إلى ذلك، تنفق الدولة 200 مليون دولار سنويًا لاستيراد 670 ألف طن، معظمها من جنوب إفريقيا. تعد مصانع الأسمنت والمنسوجات والرخام والسيراميك من بين أكبر مستخدمي الفحم. هناك خطط جارية لتحسين قيمة السعرات الحرارية للفحم وزيادة الإنتاج، بهدف استبدال هذا الاستيراد بالمنتج المستخرج محليًا.

#### الغاز الطبيعي
يشكل الغاز الطبيعي أكثر أشكال احتياطيات الهيدروكربونات قابلية للاستغلال: بإجمالي 4.1 تريليون قدم مكعب (1.2×1011 م3) تم العثور على احتياطيات الغاز الطبيعي في حقلي غاز في حوض أوجادين الإثيوبي، حقلي كالوب وهلالا للغاز. سوف تُصدّر كل الغاز إلى الصين، آبار الإنتاج قيد الإنشاء في عام 2017. يجب أن يكون حقلا الغاز قيد الإنتاج بحلول عام 2019. والخطط المبدئية هي ضخ 4 مليارات متر مكعب في السنة.

### نقل مصادر الطاقة الأولية

#### النقل على الطرق
لا تحتاج الكتلة الحيوية / الوقود الحيوي المستخدم حاليًا لإنتاج الطاقة الأولية في معظم الحالات إلى النقل عبر مسافات محلية. يمكن القيام بذلك عن طريق طرق بسيطة. والسبب بسيط: كانت إثيوبيا (ولا تزال إلى حد ما) اقتصادًا كفافًا، حيث تُنتج الغالبية العظمى من السلع واستهلاكها محليًا على بعد بضعة كيلومترات حول منزل الناس.

#### خطوط الأنابيب
سوف يُنشئ  خط أنابيب لنقل الغاز الطبيعي من حقلي الغاز كالوب وهلالا إلى محطة الغاز الطبيعي المسال في ميناء جيبوتي. سيكون خط الأنابيب هذا حوالي 800 كم طولًا ويجب أن يُشغل بحلول عام 2020. سيكون خط أنابيب لـ 4 مليارات متر مكعب في السنة. هناك أيضًا خطط ذات أولوية منخفضة لربط مثلث كينيا وجنوب السودان وإثيوبيا عبر خطوط أنابيب النفط الخام كجزء من ممر LAPSSET الكيني.

## قطاع الطاقة الثانوية

### نظرة عامة
تُنتج الطاقة الثانوية عن طريق استهلاك مصادر الطاقة الثانوية، والتي تسمى غالبًا ناقلات الطاقة. من السياسة الرسمية في جميع أنحاء العالم وكذلك في إثيوبيا استبدال الطاقة الأولية من خلال الطاقة الثانوية وناقلات الطاقة هي المركبات لتخزين هذه الطاقة الثانوية. من خلال القيام بذلك، سوف تتغير الحاجة إلى استخدام الطاقة الأولية لإنتاج الطاقة في الحياة اليومية بالحاجة إلى استخدام ناقلات الطاقة لإنتاج الطاقة. سيؤدي ذلك إلى تخفيف بعض الضغط من مصادر الطاقة الأولية في إثيوبيا (الخشب والغابات) وسيمنع الدولة أيضًا من استخدام طاقتها الأولية المحلية وغير المتجددة مثل الفحم والصخر الزيتي .
الحصول على ناقلات الطاقة يكون من خلال عملية تحويل من صنع الإنسان من مصادر الطاقة الأولية. الأكثر ملاءمة لإنتاج ناقلات الطاقة هي مصادر الطاقة الأولية الوفيرة والمتجددة (مثل الشمس والماء والرياح وما إلى ذلك) بينما يُتجنب استخدام المصادر الثمينة والمحدودة غير المتجددة مثل النفط عادة قدر الإمكان. غالبًا ما لا يكون الاستخدام المباشر لمصادر الطاقة الأولية المتجددة الوفيرة (الشمس والماء وما إلى ذلك ...) ممكنًا في العمليات التقنية، لذلك من الأفضل إنتاج ناقلات الطاقة لتخزين ونقل الطاقة التي يمكن استهلاكها لاحقًا على أنها ثانوية الطاقة .
الناقلات الرئيسية الثلاث للطاقة في إثيوبيا هي المنتجات النفطية المكررة (الديزل، والبنزين، والكيروسين)، والكهرباء (من الإشعاع الشمسي، والمياه، والرياح، والحرارة) والإيثانول الحيوي (من قصب السكر). لم يُنتج الإيثانول الحيوي بكميات كبيرة حتى وقت قريب جدًا، فهو يشكل 0.4 تيراوات ساعة سنويا (2017). الكهرباء على وشك أن تحل محل الديزل باعتباره الناقل الرئيسي للطاقة في إثيوبيا - لكنها أخذت جميع منتجات النفط المكرر إجمالاً (38.5 تيراواط ساعة في 2014)، الكهرباء (22.5 تيراوات ساعة في عام 2016) سيستغرق بضع سنوات قبل أن يتجاوز المنتجات النفطية كحامل رئيسي للطاقة. تتزايد كمية المنتجات النفطية المكررة المستوردة والكهرباء المنتجة - لكن معدل نمو الكهرباء أعلى بكثير من معدل نمو المنتجات النفطية المكررة. انظر الجدول. بالنسبة لدولة نامية، عادة ما يكون العكس.

### المنتجات النفطية المكررة
وقود الديزل هو منتج النفط المكرر الرئيسي في إثيوبيا. لديها حصة 20.1 تيراواط ساعة على إجمالي 37.3 تيراواط ساعة للمنتجات النفطية المكررة. يستخدم الديزل لمحطات الطاقة الحرارية (محطة توليد الطاقة النفطية) وللمولدات الخاصة والعامة التي تعمل بالديزل في أجزاء من البلاد، حيث تمثل الطاقة الكهربائية من الشبكة الوطنية مشكلة. وقود الديزل هو الوقود الرئيسي للشاحنات. مع خروج إثيوبيا من حالة اقتصاد الكفاف، يتزايد الطلب على نقل البضائع بسرعة. في عام 2017، لم يكن هناك سكك حديدية عاملة في إثيوبيا، لذا فإن نقل البضائع يحتاج إلى شاحنات وطرق. نسبة البنزين المستخدم في السيارات 13٪ فقط (2.7 تيراواط ساعة) من قيمة الديزل.
الكيروسين هو أكثر أهمية من البنزين ولكن ليس بنفس أهمية الديزل مع 8.8  تيراوات/ساعة. 3.1 تُستخدم تيراواط ساعة من الكيروسين للإضاءة، حيث لا توجد الكهرباء في كل مكان في إثيوبيا. 5.7 المتبقية تستخدم الخطوط الجوية الإثيوبية، الناقل الحكومي لإثيوبيا، تيراواط ساعة من الكيروسين للرحلات الجوية. ربما تكون الخطوط الجوية الإثيوبية أنجح شركة مملوكة للدولة في إثيوبيا، وهي أكبر شركة طيران أفريقية وأكثرها نجاحًا وأيضًا شركة الطيران التي تمتلك أكبر أسطول شحن في إفريقيا في عام 2017. إنها الشحنة ذات الأهمية الخاصة لإثيوبيا. في السنوات الأخيرة، سرعان ما أصبحت الزهور ومنتجات البستنة - التي تتطلب النقل الجوي - أحد منتجات التصدير الرئيسية لإثيوبيا وأوروبا والصين على وجه الخصوص.

### الإيثانول الحيوي
يُنتج الإيثانول الحيوي حاليًا في حوالي 6 مصانع سكر في إثيوبيا (المخطط لها 12 مع مرافق إنتاج الإيثانول الحيوي في عام 2020)، حيث يُحوّل قصب السكر إلى سكر وبقية دبس السكر إلى إيثانول حيوي. يمكن اعتبار توازن طاقة وقود الإيثانول من دبس قصب السكر مناسبًا. بالإضافة إلى ذلك، باستخدام الناتج من وحدات التوليد المشترك الحالية كجزء من عمليات إنتاج السكر في إثيوبيا، فإن إنتاج الإيثانول الحيوي لا يتطلب طاقة إضافية، مما يجعل إنتاج الإيثانول الحيوي أكثر ملاءمة.
في عام 2017، بلغت الطاقة الإنتاجية السنوية للإيثانول الحيوي 103,000 متر مكعب. إلى جانب القدرات المخططة، ستصل الطاقة الإنتاجية الإجمالية في عام 2020 إلى ما يقرب من 300,000 متر مكعب سنويًا.
بالمقارنة مع الإنتاج العالمي للإيثانول الحيوي في عام 2016، فإن إنتاج الإيثانول الحيوي الحالي يشكل 0.1٪ فقط من إنتاج الإيثانول الحيوي في جميع أنحاء العالم. بالنسبة لدولة فقيرة ونامية مثل إثيوبيا، لا يزال هذا المبلغ مهمًا وقيِّمًا. تستخدم إثيوبيا نفسها الإيثانول الحيوي لمزج البنزين (الإيثانول أرخص بكثير من البنزين) ولأفران الطهي. تعتبر الكمية المنتجة من الإيثانول الحيوي بمثابة ناقل طاقة بقيمة 400 غيغاواط ساعة من الطاقة الثانوية سنويا. هذا كافٍ لخلط كل وقود السيارات المستورد ليصبح gasohol / E10، وهو أمر إلزامي في إثيوبيا.
بعد مزج البنزين، حوالي 60-70٪ المتبقية من الإيثانول، يذهب هذا الوقود إلى مواقد الطهي الحديثة كما يُوفر لإثيوبيا من خلال مشروع غايا. فمواقد الطهي تعمل على حرق الوقود بكفاءة أكبر، ولا تتطلب الحطب كوقود ويُعتقد أنها تساعد في حماية غابات إثيوبيا ومنع إزالة الغابات.

### الكهرباء

#### إمكانية إنتاج الكهرباء
تركز الدولة على إنتاج الكهرباء من مزيج من مصادر الطاقة الأولية المتجددة الرخيصة والنظيفة مثل الطاقة الكهرومائية أو طاقة الرياح. تمتلك إثيوبيا إجمالي إمكانات محددة ذات جدوى اقتصادية تبلغ 45 غيغاواط من الطاقة الكهرومائية و1350 غيغاواط من طاقة الرياح. تبلغ الإمكانات المجدية اقتصاديًا المحددة من الخلايا الكهروضوئية 5.2 غيغاواط في حين أن ذلك من الطاقات الحرارية الأرضية يصل إلى ~ 7 غيغاواط. إثيوبيا تخطط لاستغلال هذه الموارد.
بالنسبة لمتوسط عامل قدرة متوسط يبلغ 0.4، فهذا يعني أن إجمالي إمكانات إنتاج الكهرباء يبلغ حوالي 4900 تيراواط ساعة، ~ 9 أضعاف إجمالي الطاقة الأولية التي استهلكتها الدولة في عام 2014. كما هو واضح من هذه الأرقام، يمكن للبلاد استبدال معظم استخدامها الأساسي للطاقة من خلال استخدام الكهرباء. أكثر من ذلك، يمكن أن تصبح البلاد مُصدِّرًا رئيسيًا للكهرباء. إنها رغبة صريحة للحكومة الإثيوبية في أن تصبح مصدرًا عالميًا لكميات كبيرة من الطاقات المتجددة النظيفة والرخيصة في المستقبل. ومع ذلك، فإن الانتقال من 1٪ في عام 2010 إلى 4٪ في عام 2016 إلى 100٪ أو حتى 900٪ في المستقبل (البعيد) هو طريق طويل.
في عام 2014، بلغ الإنتاج السنوي للكهرباء في البلاد 9،5 تيراوات ساعة. وبذلك، كانت إثيوبيا في المركز 101 وبقدرة توليد كهرباء مركّبة تبلغ 2.4 غيغاواط في المركز 104 عالميًا وفقًا لوكالة المخابرات المركزية. في يوليو 2017، كان ما يسمى سعة طاقة اللوحة، سعة الطاقة الإجمالية المركبة، تصل إلى 4267.5 ميغاواط. 97.4٪ من ذلك من الطاقات الأولية المتجددة مثل المياه والرياح، مع الكهرباء من محطات الطاقة الكهرومائية بنسبة 89.7٪ وطاقة الرياح بنسبة 7.6٪. أضاف استكمال جلجل جيب الثالث في 2015/2016 1870 أخرى قدرة ميجاوات على إنتاج الطاقة في البلاد، أي أكثر من ضعف الطاقة الإنتاجية للبلاد عن العام السابق.
في عام 2010، شكل إنتاج الكهرباء ~ 1 فقط ٪ من الطاقة الأولية في إثيوبيا. بين عامي 2010 و2016، ارتفع إنتاج الكهرباء من حوالي 5 ~ تيراواط ساعة إلى حوالي 22 تيراواط ساعة (حوالي 4٪ من قيمة الطاقة الأولية). كان هذا بسبب برنامج طموح لبناء مزارع الرياح ومحطات الطاقة الكهرومائية لإنتاج الكهرباء. بالنظر إلى الجدول أعلاه، فإن الإنتاج السنوي لناقلات الطاقة (الكهرباء) داخل إثيوبيا ينمو بوتيرة أسرع من الحاجة المتزايدة للطاقة الأولية. لكن الحاجة إلى الطاقة الأولية لا تزال تتزايد في إثيوبيا، حتى على أساس الفرد. لذلك، بينما تُنتج ناقلات الطاقة بشكل متزايد، لا تأمن بشكل كامل إلى حد يسمح بتقليل استخدام الطاقة الأولية. كما أن الواردات من المنتجات النفطية المكررة آخذة في الازدياد، الأمر الذي لا يمكن تجنبه بالنسبة لدولة نامية (يصبح نقل البضائع أكثر أهمية بكثير من اقتصاد الكفاف).
تُنقل الكهرباء من خلال حاويات الكهرباء مثل خطوط نقل الطاقة والبطاريات. على وجه الخصوص، فإن توفر شبكة من خطوط نقل الطاقة، وهي شبكة الطاقة، تحدد مقدار توافر الكهرباء كمصدر رئيسي للطاقة الثانوية. بالطبع أيضًا في حالة إثيوبيا، يُقدّم هذا من خلال درجة الكهرباء، فزيادة الكهرباء تعني زيادة الطلب على الكهرباء.
في إثيوبيا، يتزايد الطلب الإجمالي على الطاقة الكهربائية بحوالي 30 ٪ سنويا. هناك سباق بين قدرات توليد الطاقة المتاحة والكهربة وتوافر الكهرباء. في عامي 2016 و2017، في حين تم توفير الكثير من الكهرباء من خلال إضافة محطة توليد جيلجل جيبي 3 الجديدة إلى شبكة الكهرباء الوطنية، كانت المحطات الفرعية وخطوط نقل الطاقة تنفد، مع الانقطاعات المتكررة والنقص الذي نتج عنه موجة من الانقطاعات. إضافات المحطات الفرعية وخطوط نقل الطاقة.

#### توليد الكهرباء
على عكس قطاع الطاقة الأولية، توجد العديد من مصادر الطاقة لقطاع الطاقة الثانوية كطاقات متجددة وفي شكل وفير. في المجموع، تتمتع إثيوبيا بظروف جيدة جدًا لتوليد الكهرباء من خلال الطاقة المائية وطاقة الرياح والطاقة الحرارية الأرضية، وكلها تتميز بانبعاثات منخفضة جدًا لثاني أكسيدالكربون. أصبحت التكلفة المعيارية للكهرباء في السنوات الأخيرة مواتية إلى حد ما لهذه الطرق النظيفة لتوليد الكهرباء.
يحظى بناء محطات الطاقة بأولوية قصوى في السياسة الإثيوبية. تعمل الدولة على زيادة عدد محطات الطاقة بشكل دائم مع زيادة عدد محطات الطاقة العاملة وتحت الإنشاء. عدد محطات الطاقة في مرحلة التخطيط أكبر. تركز إثيوبيا بشكل كامل على الطاقات المتجددة، وخاصة من الطاقة الكهرومائية وطاقة الرياح، لزيادة قدرتها على إنتاج الكهرباء.

##### الطاقة الكهرومائية

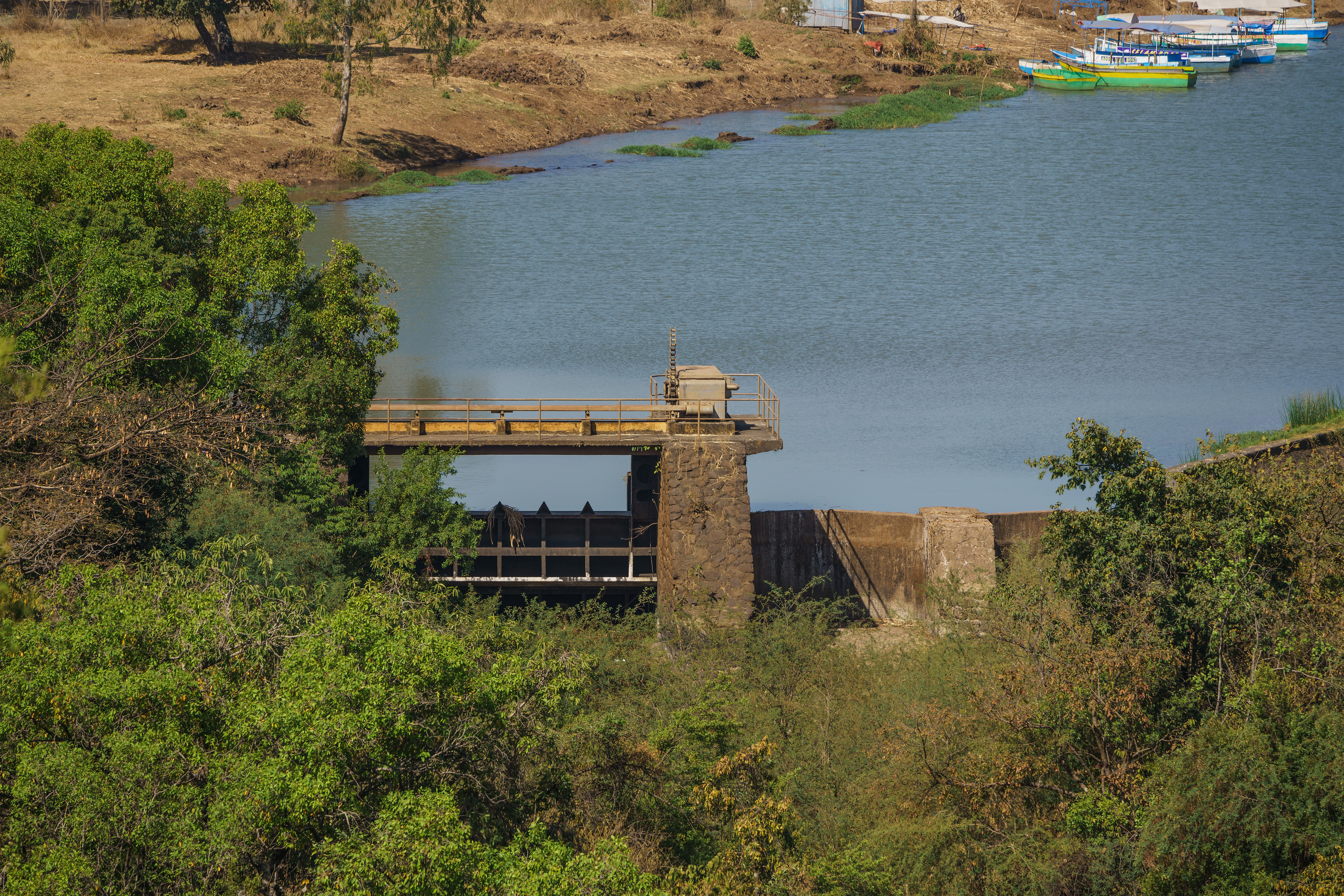
محطة لتوليد الطاقة الكهرومائية بالقرب من شلالات النيل الأزرق

غالبًا ما تُعتبر التكلفة المعيارية للكهرباء هي الأقل بالنسبة للطاقة الكهرومائية إذا ما قورنت بالأنواع الأخرى الممكنة لتوليد الكهرباء. بالإضافة إلى ذلك، فإن الطاقة الكهرومائية هي إلى حد بعيد الطريقة الأكثر ملاءمة لإنتاج الكهرباء عند النظر إلى الطاقة المعادة من الطاقة المستثمرة. وهذا يجعل الطاقة الكهرومائية مصدرًا مناسبًا للطاقة.
من ناحية أخرى، غالبًا ما تتأثر إثيوبيا بالجفاف. إثيوبيا هي واحدة من أكثر البلدان عرضة للجفاف في العالم. تساعد مشاريع الطاقة الكهرومائية (السدود) في إقامة مشاريع الري في أجزاء معينة من إثيوبيا مع التخفيف من آثار الجفاف. من السياسات الرسمية الاستفادة الكاملة من الطاقة الكهرومائية في إثيوبيا بالاقتران مع الري، وبالتالي فإن التأثير الإيجابي المزدوج للحصول على طاقة رخيصة ومياه كافية يفسر التركيز على مشاريع الطاقة الكهرومائية.
افترضت إثيوبيا في عام 2013 إمكانات مجدية اقتصاديًا تبلغ 45 غيغاواط من الطاقة الكهرومائية. للحصول على عامل قدرة لائق يبلغ 0.4، يمكن للمرء أن يتوقع توليد طاقة كهربائية يبلغ 158 تيراواط ساعة سنويًا في حالة الاستغلال الكامل للإمكانات الممكنة، والتي تتناسب مع الأرقام المتوقعة التي قدمتها وزارة المياه والطاقة الإثيوبية. 8.5٪ من 45 تم استغلال غيغاواط من إمكانات الطاقة المائية المفترضة لإثيوبيا في عام 2017، ومساحة الري الإضافية المكتسبة من خلال منشآت الطاقة الكهرومائية غير معروفة خارج إثيوبيا.
28٪ فقط من الطاقة المركبة تقع في أحواض الأنهار (عطبرة، النيل الأزرق، نهر السوباط) التي تصب في نهر النيل، بينما تساهم نفس الأحواض بنسبة 64٪ في الطاقة الكهرومائية المجدية اقتصاديًا البالغة 45 غيغاواط. ومن أسباب هذا الخلل السياسات المائية في حوض النيل. توصل إثيوبيا ما يقرب من 81٪ من حجم المياه إلى نهر النيل عبر أحواض أنهار النيل الأزرق ونهر السباط وعطبرة. في عام 1959، وقعت مصر والسودان معاهدة ثنائية، 1959 اتفاقية مياه النيل، والتي منحت كلا البلدين حقوقًا بحرية حصرية على مياه النيل. منذ ذلك الحين، استخدمت مصر، بموجب القانون الدولي، حق النقض ضد جميع المشاريع تقريبًا في إثيوبيا التي سعت إلى الاستفادة من روافد النيل المحلية. وقد أدى ذلك إلى تثبيط التمويل الخارجي لمشاريع الطاقة المائية والري في غرب إثيوبيا، مما أعاق مشاريع التنمية الاقتصادية القائمة على الموارد المائية. كان الحصول على التمويل الخارجي لمشاريع الطاقة الكهرومائية في أحواض الأنهار الإثيوبية الأخرى أسهل في الحصول عليها.
أحد الأمثلة على هذا التأثير المحبط هو مشروع كيموجا ييدا والذي وفقًا للأصوات الإثيوبية، كان يُعتبر أنه يؤثر على أقل من 1٪ من نظام مياه النيل الأزرق. حصل هذا المشروع في عام 2011 على تمويل خارجي وكان يعتبر قيد الإنشاء بالفعل، عندما حصل على حق النقض المصري بموجب القانون الدولي. فقد المشروع تمويله. في عام 2015، بدأت محاولة أخرى لتمويل المشروع، ولم يُبلغ عن النتيجة لوسائل الإعلام. في عام 2011، بدأ مشروع آخر في حوض النيل الأزرق، وهو سد النهضة الإثيوبي الكبير. تم رفض هذا المشروع أيضًا من قبل مصر، لكن إثيوبيا هذه المرة جعلته مشروعًا وطنيًا وبدأت المشروع بدون تمويل خارجي (باستثناء من الشتات الإثيوبي). سوف يضيف سد النهضة الإثيوبي الكبير 6.45 غيغاواط من الطاقة المركبة ولكنها تأتي بدون ري. ومع ذلك، أصدرت مصر في عام 2013 بيانات قاسية لا تكفي لتهديد الحرب، حيث اعتبرت أن نهر النيل هو شريان الحياة الوحيد في خطر. يمد نهر النيل الأزرق 85٪ من المياه الداخلة إلى مصر.
مشروع سد جيلجل جيب الثالث الكبير للطاقة الكهرومائية، بعد بدء التشغيل في عام 2016، قام أكثر من ضعف إثيوبيا بتركيب قدرات توليد الكهرباء وهو أحد أكبر مشاريع الطاقة الكهرومائية في إفريقيا. تقع خارج حوض نهر النيل ولم تواجه حق النقض من قبل مصر. قال بعض العلماء إن المشروع يمكن أن يقلل من تدفق نهر أومو، ويقتل النظم البيئية، ويقلل من منسوب المياه في بحيرة توركانا . حذر النقاد من أن الناس على طول ضفاف نهر أومو يمكن أن يتأثروا بشدة وأن بحيرة توركانا، محطة نهر أومو وحوضه الداخلي ستصبح بحيرة مالحة وتجف أخيرًا. كما تم تسليط الضوء على مخاطر الزلازل في موقع السد (بقوة تصل إلى 8). بدأ تشغيل السد بكامل طاقته في عام 2017، ولا بد من معرفة ما إذا كانت التنبؤات ستصبح حقيقة أم لا.

##### قوة الرياح
تركز الحكومة الإثيوبية بشكل متزايد على طاقة الرياح. على عكس مشاريع الطاقة الكهرومائية، التي تعيد تخصيص موارد المياه إلى حد ما، يشعر السكان المحليون فقط بالتأثير السلبي لمزارع الرياح إلى حد ما. إن التكلفة المعيارية للكهرباء من طاقة الرياح في جميع أنحاء العالم آخذة في الانخفاض وهي الآن (2017) تقريبًا تكلفة الطاقة الكهرومائية. من المتوقع أن ينخفض أكثر بسبب التقنيات الناضجة، وزيادة شعبية طاقة الرياح والمواقع الأكثر ملاءمة حيث يمكن تركيب محطات طاقة الرياح عند مقارنتها بالطاقة الكهرومائية. من خلال أخذ هذه التطورات في الاعتبار، قامت وزارة المياه والطاقة الإثيوبية بمراجعة أرقامها بشأن إمكانات طاقة الرياح المجدية اقتصاديًا في غضون بضع سنوات فقط من 10 غيغاواط إلى 1350 غيغاواط.
تعتبر طاقة الرياح مناسبة بشكل مثالي لاستكمال الطاقة المائية. المبالغة في التبسيط هي طاقة الرياح المتاحة في إثيوبيا في أوقات نقص المياه، في حين أن المياه الوفيرة موجودة عندما لا تهب الرياح. خلال مواسم الجفاف الإثيوبية، تهب رياح تجارية ثابتة في جميع أنحاء البلاد بينما يكون الجو جافًا. خلال فصل الصيف المطير، تهيمن الرياح الموسمية على غرب إثيوبيا مع توفر الكثير من المياه، بينما تكون الرياح ضعيفة نوعًا ما فوق معظم إثيوبيا.
ما يقرب من 80٪ من المواقع المفضلة لتطوير طاقة الرياح تقع داخل المنطقة الصومالية بإثيوبيا، ومعظمها يتطلب خطوط نقل طويلة إلى المدن الإثيوبية. ما تبقى ~ 300 تُوزع غيغاواط بشكل متساوٍ في جميع أنحاء إثيوبيا (1،000 تيراواط ساعة سنويًا لعامل قدرة 0.4). لا تزال هذه الإمكانات أكبر بكثير من الطاقة الكهرومائية.

##### الطاقة الشمسية
حسب ما توقعه قانون سوانسون، انخفضت التكاليف المتوازنة للخلايا الكهروضوئية إلى مستويات أعلى بقليل من الطاقة الكهرومائية وطاقة الرياح. تهدف إثيوبيا إلى تنويع قدرات توليد الكهرباء لديها من خلال الاستثمار في مزيج الطاقة، الذي ستكون الخلايا الكهروضوئية جزءًا منه.
هناك ظروف ممتازة لاستخدام الطاقة الشمسية في إثيوبيا، ولا سيما في إقليم تيغراي وعلى الحواف الشرقية والغربية من المرتفعات الإثيوبية (حوالي 2٪ من مساحة إثيوبيا). تتمتع هذه المناطق بإشعاع شمسي سنوي يبلغ 2200 كيلو وات ساعة / (م2 • سنويًا) أو أكثر؛ مع حوالي 20٪ من كفاءة الخلية، ينتج عن ذلك إمكانية توليد طاقة شمسية تبلغ حوالي 450 جيجاوات ساعة / (كم2 • سنويًا). مساحة مغطاة بالخلايا الشمسية تبلغ 1,000 كـم2 (390 ميل2) (حوالي 0.1٪ من مساحة إثيوبيا) يمكن أن تولد 450 تيراوات ساعة سنويا. اعتبارًا من عام 2017، تسعى إثيوبيا لتركيب 5.2 غيغاواط من محطات الطاقة الكهروضوئية. بعامل قدرة 20٪، توليد سنوي للطاقة 9.1 يمكن توقع تيراواط ساعة من مجموع جميع محطات الطاقة الكهروضوئية المقترحة. 300 من المقرر تطوير ميغاواط من التركيبات الكهروضوئية بحلول عام 2020.
لا تلعب الطاقة الحرارية الشمسية أي دور في اعتبارات مزيج الطاقة في إثيوبيا. التكاليف المتساوية المتوقعة للتركيبات الحرارية الشمسية مرتفعة للغاية. الاستثناء المحتمل هو الاستفادة من التوليد المشترك للطاقة، مثل استخدام تقنيات الأحواض الشمسية لأحواض الملح في مواقع مثل Dallol، حيث يُطور مشروع البوتاس في عام 2017.

##### الطاقة الحرارية الأرضية
من المحتمل أن تكون قابلة للاستغلال حوالي 1،000 – 7،000 غيغاواط من الطاقة الحرارية الأرضية، حيث يمر صدع شرق إفريقيا عبر إثيوبيا مع عدد من النقاط الساخنة لتوليد الطاقة من الطاقة الحرارية الأرضية. من المخطط تطوير 570 ميغاواط من الطاقة الحرارية الجوفية في موقعين مختلفين داخل وادي ريفت العظيم، إثيوبيا. بالنظر إلى عامل السعة 0.8، فسيكون ذلك 4 تيراوات ساعة سنويا.
في إطار استغلال الطاقات الحرارية الأرضية، تعمل إثيوبيا على تجربة طريقة لم تكن معروفة من قبل لهذا البلد في قطاع الطاقة (المملوكة بالكامل للدولة بخلاف ذلك): استثمارات أجنبية مباشرة مع ملكية خاصة كاملة لمحطات الطاقة لمدة 25 عامًا من خلال شراء الطاقة اتفاقية سارية مع سعر مضمون قدره 7.53 ين ياباني / كيلووات ساعة للمؤسسة التي تقوم بتطوير موقع Corbetti الحراري. هذا الموقع وحده من المتوقع أن ينتج 500 ميغاواط من 570 المخطط لها ميغاواط.

##### التوليد المشترك للطاقة
باستخدام التوليد المشترك للطاقة، من المخطط أو قيد الإنشاء في عام 2017 ما يصل إلى عشرة مصانع سكر مع محطات طاقة حرارية متصلة، باستخدام تفل قصب السكر كوقود. من المتوقع أن تكون السعة المركبة بين 200 و300 ميغاواط. يُستخدم الثلثين لإنتاج السكر بينما يمكن تسليم الثلث المتبقي إلى الشبكة الوطنية. إذا افترض المرء عامل قدرة لائق يبلغ 0.8 (قيمة نموذجية لمحطات الطاقة الحرارية)، فقد يكون هناك بالفعل بعض الكهرباء الزائدة المضافة إلى الشبكة الوطنية. لن تضيف الطاقة المولدة الكثير إلى الشبكة الوطنية لكنها ستمنع مصانع السكر من أن تصبح مستهلكًا صافًا للكهرباء.

##### محطات الطاقة الحرارية الأخرى
إلى جانب مرافق التوليد المشترك للطاقة، يُشغل مشروع واحد لتحويل النفايات إلى طاقة (طاقة متجددة) في إثيوبيا. كما يوجد عدد من محطات توليد الطاقة التي تعمل بالديزل (وقود غير متجدد) لتوفير الطاقة الكهربائية، عندما لا تتوفر قدرات توليد من مصادر الطاقة المتجددة والوفرة لسبب ما.

### نقل ناقلات الطاقة
الكهرباء ومنتجات النفط المكرر ونقل وتوزيع البيوإيثانول.

#### خطوط نقل الكهرباء والكهرباء
في المجتمعات التي تفتقر للكهرباء وبدون خطوط نقل الطاقة، ألا توجد كهربة؟ هذا ليس صحيحًا تمامًا في إثيوبيا. اشترت الحكومة الإثيوبية حوالي 40 ألف نظام للطاقة الشمسية المنزلية (SHS) وبعض أنظمة الطاقة الشمسية المؤسسية الأكبر حجمًا في الصين بدءًا من عام 2014 تقريبًا بسعة تخزين للبطارية وقدرة إنتاج قصوى تبلغ حوالي 50 واط لكل لوحة في ظل ظروف التشعيع الشمسي المثلى. تم توزيع هذه الأنظمة على المجتمعات الريفية النائية لتشغيل غرف المدارس ومكاتب السلطات والأسر.
اعتبر هذا التوزيع للتدخين القسري ضروريًا، حيث لم يتمكن سوى 56٪ من سكان إثيوبيا من الوصول إلى الشبكة الكهربائية في عام 2017. معظم سكان الريف البالغ عددهم 35٪ غير موصولين بالشبكة. كما تأثر جزء كبير من سكان الحضر بالظروف خارج الشبكة في عام 2017.
هذا لا يعني بالضرورة أن سكان الحضر الذين لديهم وصول اسمي للشبكة الكهربائية كانوا في وضع أفضل. بسبب الطلب المتزايد بسرعة على الطاقة الكهربائية ~ 30 في المائة سنويًا حدث الكثير من حالات انقطاع التيار الكهربائي في عامي 2016 و2017، وكان هناك نقص في استقرار الشبكة. على وجه الخصوص، كانت معظم المحطات الفرعية الحالية تعمل فوق سعتها الاسمية، بينما تم تجاوز قدرة خطوط نقل الجهد القياسي (الميل الأخير) أيضًا. كانت الأسر في المناطق الحضرية تعاني من انقطاعات متكررة استمرت لأيام. من ناحية أخرى، تأثرت الشركات بتقنين الطاقة. للتغلب على هذه الانقطاعات والنقص والتقنين، بدأت بعض الشركات في بناء محطاتها الفرعية لتصبح مستقلة عن المحطات العامة، وبعد ذلك تمتعوا بوصول أكثر استقرارًا إلى الشبكة مع استهلاك طاقة أعلى مسموح به. نتيجة للنقص، استثمرت إثيوبيا في عامي 2017 و2018 الكثير في محطات فرعية جديدة وخطوط نقل الجهد القياسي مع وعد، على الأقل، أن تشهد المراكز الحضرية الرئيسية والمجمعات الصناعية إمدادات كهرباء أكثر استقرارًا في عام 2018.
يُعطى أقل قدر من الاهتمام للعمود الفقري للشبكة الكهربائية. تستثمر إثيوبيا بثبات في خطوط نقل الجهد العالي (130 كيلو فولت تيار متردد، 230 كيلو فولت تيار متردد 400 كيلو فولت تيار متردد). بالنسبة لصادرات الطاقة الكبيرة إلى منطقة شرق إفريقيا الأوسع، تعمل إثيوبيا وكينيا الآن على بناء 500 كيلو فولت خط تيار الجهد العالي المستمر فوق 1045 كم طول، من المتوقع أن يحمل 2 غيغاواط. على المدى الطويل، تتطلع إثيوبيا إلى خطوط تيار الجهد العالي المستمر إلى مصر وأوروبا.

#### الطرق والسكك الحديدية
هناك حاجة متزايدة بشدة لواردات النفط المكرر (الديزل والبنزين والكيروسين) إلى المناطق الحضرية الإثيوبية (واردات الطاقة الثانوية، انظر الجدول أعلاه). تمت تغطية هذا الطلب في عامي 2016 و2017 بحوالي 500 شاحنة صهريجية يوميًا تغادر ميناء جيبوتي باتجاه إثيوبيا. لم تصل خطط استبدال شاحنة النقل بـ 110 عربة صهريجية على خط سكة حديد أديس أبابا - جيبوتي الذي تم بناؤه حديثًا إلى الواقع في عام 2017. كما يُنقل الإيثانول الحيوي عن طريق البر. تتمتع مصانع إنتاج الإيثانول الحيوي بإمكانية الوصول إلى الطرق ولكنها تقع عادةً في مناطق نائية بحيث يلزم استخدام شاحنات الصهريج.

#### خطوط الأنابيب
وحاليًا يُبنى خط أنابيب متعدد الوقود (2017) حتى عام 2019 بأكثر من 500 كم –600 كيلومتر من جيبوتي إلى وسط إثيوبيا (أواش)، حيث توجد منشأة تخزين. سينقل خط أنابيب القرن الأفريقي متعدد الوقود هذا (HOAP) جميع أنواع المنتجات النفطية المكررة.

## أنظر أيضا
- قائمة محطات الطاقة في إثيوبيا
- إزالة الغابات في إثيوبيا
- الطاقة المتجددة في إثيوبيا
- السدود والخزانات في إثيوبيا
- مشروع جايا
- حوض أوجادين